# گذرنامه گینه‌ای

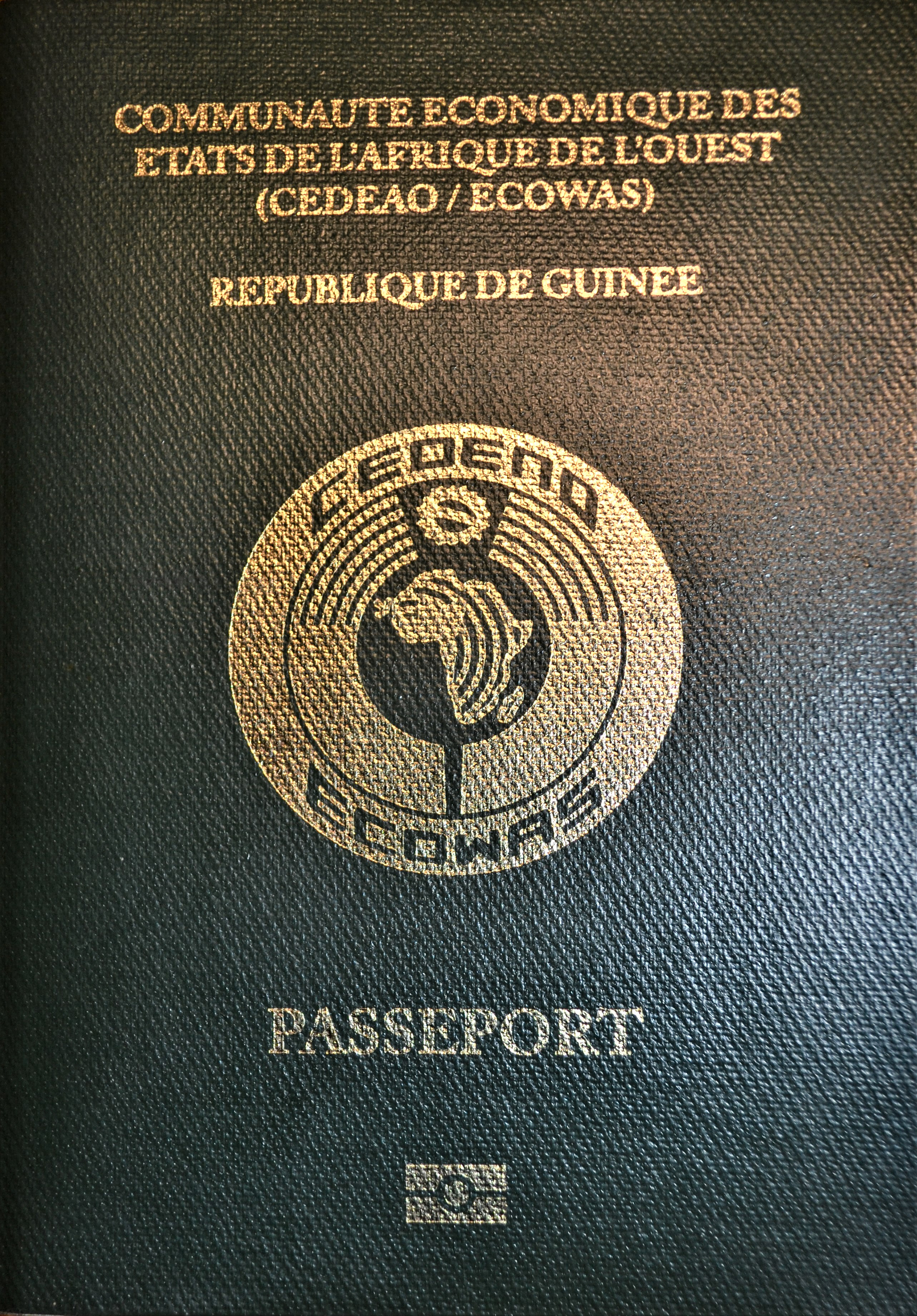
نمایی از یک‌نسخه گذرنامهٔ گینه‌ای در سال ۲۰۲۱

گذرنامهٔ گینه‌ای یک مدرک سفر بین‌المللی است که توسط کشور گینه صادر می‌شود و بنا بر داده‌های سال ۲۰۲۳، دارندگان آن می‌توانستند به ۵۵ کشور دیگر بدون دریافت ویزا سفر کنند یا ویزا را در بدو ورود دریافت نمایند. این گذرنامه بر اساس رتبه‌بندی شاخص گذرنامهٔ هنلی در سال ۲۰۲۳ در رتبهٔ ۸۹ قرار داشت.